# یاولنکا
یاولنکا (قزاقی: Явленка) یک شهرک در کشور قزاقستان و در استان قزاقستان شمالی است.